# Orange Is the New Black
Orange Is the New Black (abreviado como OITNB) es una serie estadounidense de comedia dramática creada por Jenji Leslie Kohan. La serie fue producida por Lionsgate Television y se emitió por primera vez en Netflix el 11 de julio de 2013. Se basa en el libro autobiográfico Orange Is the New Black: Crónica de mi año en una prisión federal de mujeres de Piper Kerman, que relata sus memorias sobre la vida en la cárcel.
La protagonista principal de la serie es la actriz Taylor Schilling interpretando a Piper Chapman, una mujer que llega a prisión por transportar dinero proveniente del narcotráfico. También está protagonizada por Laura Prepon en el papel de Alex Vause, narcotraficante y examante de Piper, Michael Harney como Sam Healy, consejero de la prisión, Kate Mulgrew como la cocinera Red y Jason Biggs como Larry Bloom, el novio de Piper.
El 27 de junio de 2013 Netflix renueva Orange Is the New Black para una segunda temporada, cuyo estreno tuvo lugar el 6 de junio de 2014. El estreno de su tercera temporada fue el 12 de junio de 2015. El 15 de abril de 2015 la serie fue renovada para una cuarta temporada, programada para el 17 de junio de 2016. En febrero de 2016 Netflix renueva OITNB por tres temporadas más, es decir, hasta la séptima temporada en 2019.
Netflix publicó un vídeo de 15 segundos en el cual se dio a conocer que la quinta temporada de la serie sería estrenada el 9 de junio de 2017. El 30 de abril de 2017 fueron liberados ilegalmente 10 capítulos de la quinta temporada de la serie, que estaba prevista estrenarse el 9 de junio de 2017.
Recibió 12 nominaciones a los Premios Emmy, ganando 1 de ellos.

## Argumento
Piper Chapman es una joven oriunda del estado de Connecticut que lleva una vida personal y laboral altamente satisfactoria y estable. Sin embargo, un hecho que creyó haber dejado atrás en el pasado regresa para dar un rumbo impensado a su vida: es detenida por causa de un delito relacionado con el contrabando de drogas que cometió hace cerca de una década junto con Alex Vause (Laura Prepon), una narcotraficante que tenía una relación amorosa con Piper. Como consecuencia de ello, Piper decide voluntariamente entrar en prisión para no ser juzgada, con traslado a una prisión de mujeres en Litchfield, Nueva York. La serie se basa en los hechos reales que le acontecieron a Piper Kerman, autora del best-seller autobiográfico Orange Is the New Black: Crónica de mi año en una prisión federal de mujeres mientras pasaba sus días en la prisión.

## Producción
En julio de 2011 se anunció que Lionsgate Television y Netflix estaban negociando para emitir Orange Is the New Black. Los anuncios para el casting comenzaron en agosto de 2012 y Taylor Schilling, en el papel protagonista de Piper Chapman, fue la primera en incorporarse al reparto, seguida de Jason Biggs (Larry Bloom), Laura Prepon (Alex Vause) y Yael Stone (Lorna Morello). La actriz Laura Prepon se presentó inicialmente para interpretar a Piper, pero finalmente, se le asignó el papel de Alex Vause, lo que para muchos constituyó un acierto, porque encaja mejor en la personalidad de la expareja de la protagonista.
Pronto se unió también Laverne Cox, actriz y activista transgénero afroamericana que interpretó el papel de Sophia Burset. En la serie vemos, en forma de flashback, cómo se desarrolló la transición de Sophia para llegar a la mujer que es actualmente y las dificultades que ello le acarreó y todavía le acarrea. Esta evolución se concentra especialmente en el episodio 3 (Lesbian Request Denied), dirigido por Jodie Foster. Para realizarlo, se decidió incluir en el reparto al hermano gemelo de la actriz Laverne Cox, que interpretó el papel de Sophia Burset en la etapa previa al cambio.
El tema principal de la serie, «You’ve Got Time», fue compuesto y grabado por Regina Spektor específicamente para la serie.

## Episodios
| Temporada | Temporada | Episodios | Episodios | Lanzamiento original | Lanzamiento original |
| --------- | --------- | --------- | --------- | -------------------- | -------------------- |
|           | 1         | 13        | 13        | 11 de julio de 2013  | 11 de julio de 2013  |
|           | 2         | 13        | 13        | 6 de junio de 2014   | 6 de junio de 2014   |
|           | 3         | 13        | 13        | 11 de junio de 2015  | 11 de junio de 2015  |
|           | 4         | 13        | 13        | 17 de junio de 2016  | 17 de junio de 2016  |
|           | 5         | 13        | 13        | 9 de junio de 2017   | 9 de junio de 2017   |
|           | 6         | 13        | 13        | 27 de julio de 2018  | 27 de julio de 2018  |
|           | 7         | 13        | 13        | 26 de julio de 2019  | 26 de julio de 2019  |

## Elenco
| Actor / Actriz                | Personaje                        | Temporadas | Temporadas | Temporadas | Temporadas | Temporadas | Temporadas | Temporadas |
| Actor / Actriz                | Personaje                        | 1          | 2          | 3          | 4          | 5          | 6          | 7          |
| ----------------------------- | -------------------------------- | ---------- | ---------- | ---------- | ---------- | ---------- | ---------- | ---------- |
| Elenco Principal              |                                  |            |            |            |            |            |            |            |
| Taylor Schilling              | Piper Chapman                    | Principal  | Principal  | Principal  | Principal  | Principal  | Principal  | Principal  |
| Laura Prepon                  | Alex Vause                       | Principal  | Recurrente | Principal  | Principal  | Principal  | Principal  | Principal  |
| Michael J. Harney             | Sam Healy                        | Principal  | Principal  | Principal  | Principal  |            | Invitado   | Invitado   |
| Michelle Hurst                | Miss Claudette Pelage            | Principal  |            |            |            |            |            |            |
| Kate Mulgrew                  | Galina "Red" Reznikov            | Principal  | Principal  | Principal  | Principal  | Principal  | Principal  | Principal  |
| Jason Biggs                   | Larry Bloom                      | Principal  | Principal  |            |            | Invitado   |            | Recurrente |
| Uzo Aduba                     | Suzanne "Ojos locos" Warren      | Recurrente | Principal  | Principal  | Principal  | Principal  | Principal  | Principal  |
| Danielle Brooks               | Tasha "Taystee" Jefferson        | Recurrente | Principal  | Principal  | Principal  | Principal  | Principal  | Principal  |
| Natasha Lyonne                | Nicky Nichols                    | Recurrente | Principal  | Principal  | Principal  | Principal  | Principal  | Principal  |
| Taryn Manning                 | Tiffany "Pennsatucky" Doggett    | Recurrente | Principal  | Principal  | Principal  | Principal  | Principal  | Principal  |
| Selenis Leyva                 | Gloria Mendoza                   | Recurrente | Recurrente | Principal  | Principal  | Principal  | Principal  | Principal  |
| Adrienne C. Moore             | Cindy "Black Cindy" Hayes        | Recurrente | Recurrente | Principal  | Principal  | Principal  | Principal  | Principal  |
| Dascha Polanco                | Dayanara "Daya" Díaz             | Recurrente | Recurrente | Principal  | Principal  | Principal  | Principal  | Principal  |
| Nick Sandow                   | Joe Caputo                       | Recurrente | Recurrente | Principal  | Principal  | Principal  | Principal  | Principal  |
| Yael Stone                    | Lorna Morello                    | Recurrente | Recurrente | Principal  | Principal  | Principal  | Principal  | Principal  |
| Samira Wiley                  | Poussey Washington               | Recurrente | Recurrente | Principal  | Principal  | Invitada   |            | Invitada   |
| Jackie Cruz                   | Marisol "Flaca" Gonzales         | Recurrente | Recurrente | Recurrente | Principal  | Principal  | Principal  | Principal  |
| Lea DeLaria                   | Carrie "Big Boo" Black           | Recurrente | Recurrente | Recurrente | Principal  | Principal  | Invitada   | Invitada   |
| Elizabeth Rodríguez           | Aleida Díaz                      | Recurrente | Recurrente | Recurrente | Principal  | Principal  | Principal  | Principal  |
| Jessica Pimentel              | Maria Ruiz                       | Recurrente | Recurrente | Recurrente | Recurrente | Principal  | Principal  | Principal  |
| Laura Gómez                   | Blanca Flores                    | Recurrente | Recurrente | Recurrente | Recurrente | Recurrente | Principal  | Principal  |
| Matt Peters                   | Joel Luschek                     | Recurrente | Recurrente | Recurrente | Recurrente | Recurrente | Principal  | Principal  |
| Dale Soules                   | Frieda Berlin                    |            | Recurrente | Recurrente | Recurrente | Recurrente | Principal  | Invitada   |
| Alysia Reiner                 | Natalie "Fig" Figueroa           | Recurrente | Recurrente | Recurrente | Invitada   | Recurrente | Recurrente | Principal  |
| Susan Heyward                 | Tamika Ward                      |            |            |            |            |            | Recurrente | Principal  |
| Elenco Recurrente             |                                  |            |            |            |            |            |            |            |
| Laverne Cox                   | Sophia Burset                    | Recurrente | Recurrente | Recurrente | Recurrente | Recurrente | Recurrente | Invitada   |
| Annie Golden                  | Norma Romano                     | Recurrente | Recurrente | Recurrente | Recurrente | Recurrente |            | Invitada   |
| Diane Guerrero                | Maritza Ramos                    | Recurrente | Recurrente | Recurrente | Recurrente | Recurrente |            | Recurrente |
| Vicky Jeudy                   | Janae Watson                     | Recurrente | Recurrente | Recurrente | Recurrente | Recurrente |            | Invitada   |
| Abigail Savage                | Gina Murphy                      | Recurrente | Recurrente | Recurrente | Recurrente | Recurrente |            | Invitada   |
| Julie Lake                    | Angie Rice                       | Recurrente | Recurrente | Recurrente | Recurrente | Recurrente |            | Invitada   |
| Emma Myles                    | Leanne Taylor                    | Recurrente | Recurrente | Recurrente | Recurrente | Recurrente |            | Invitada   |
| Constance Shulman             | Erica "Yoga" Jones               | Recurrente | Recurrente | Recurrente | Recurrente | Recurrente |            | Invitada   |
| Lin Tucci                     | Anita DeMarco                    | Recurrente | Recurrente | Recurrente | Recurrente | Recurrente |            | Invitada   |
| Lori Tan Chinn                | Mei Chang                        | Recurrente | Recurrente | Recurrente | Recurrente | Recurrente |            | Invitada   |
| Tamara Torres                 | Emily "Weeping Woman" Gerrman    | Recurrente | Recurrente | Recurrente | Recurrente | Recurrente |            | Recurrente |
| Tanya Wright                  | Crystal Burset                   | Recurrente | Recurrente | Recurrente | Recurrente |            | Invitada   |            |
| Beth Fowler                   | Hermana Jane Ingalls             | Recurrente | Recurrente | Recurrente | Recurrente |            |            |            |
| Kaipo Schwab                  | Igme Dimaguiba                   | Recurrente | Recurrente | Recurrente | Recurrente |            |            |            |
| Catherine Curtin              | Wanda Bell                       | Recurrente | Recurrente | Recurrente | Invitada   | Invitada   |            | Recurrente |
| Joel Marsh Garland            | Scott O'Neill                    | Recurrente | Recurrente | Recurrente | Invitado   | Invitado   |            | Recurrente |
| Michael Chernus               | Cal Chapman                      | Recurrente | Recurrente | Recurrente | Invitado   |            | Invitado   | Recurrente |
| Brendan Burke                 | Wade Donaldson                   | Recurrente | Recurrente | Recurrente | Invitado   |            |            |            |
| Berto Colon                   | César Velázquez                  | Recurrente | Recurrente | Recurrente |            | Invitado   |            | Invitado   |
| Deborah Rush                  | Carol Chapman                    | Recurrente | Recurrente | Recurrente |            | Invitada   |            | Invitada   |
| Tracee Chimo                  | Neri Feldman                     | Recurrente | Recurrente | Recurrente |            |            |            | Recurrente |
| Lolita Foster                 | Elique Maxwell                   | Recurrente | Recurrente | Recurrente |            |            |            |            |
| Matt McGorry                  | John Bennett                     | Recurrente | Recurrente | Recurrente |            |            |            |            |
| Pablo Schreiber               | George "Pornstache" Méndez       | Recurrente | Recurrente | Invitado   |            | Invitado   |            | Invitado   |
| Barbara Rosenblat             | Rosa "Miss Rosa" Cisneros        | Recurrente | Recurrente | Invitada   |            |            |            |            |
| Maria Dizzia                  | Polly Harper                     | Recurrente | Recurrente |            |            |            |            | Invitada   |
| Nick Stevenson                | Pete Harper                      | Recurrente | Recurrente |            |            |            |            |            |
| Lauren Lapkus                 | Susan Fischer                    | Recurrente | Recurrente |            |            |            |            | Invitada   |
| Madeline Brewer               | Tricia Miller                    | Recurrente |            |            |            |            |            |            |
| Miguel Izaguirre              | Diablo                           | Invitado   |            |            | Invitado   | Invitado   | Recurrente | Recurrente |
| Mary Boyer                    | Pat Warren                       | Invitada   | Invitada   |            |            | Recurrente | Invitada   | Invitada   |
| Patricia Kalember             | Marka Nichols                    | Invitada   |            | Recurrente |            |            | Invitada   |            |
| Kimiko Glenn                  | Brook Soso                       |            | Recurrente | Recurrente | Recurrente | Recurrente |            | Invitada   |
| Ian Paola                     | Yadriel                          |            | Recurrente | Recurrente | Invitada   | Recurrente |            | Invitada   |
| Hamilton Clancy               | Kowalski                         |            | Recurrente | Recurrente |            |            |            |            |
| Germar Terrell Gardner        | Charles Ford                     |            | Recurrente | Recurrente |            |            |            |            |
| Yvette Freeman                | Irma Lerman                      |            | Recurrente | Invitada   |            |            |            | Invitada   |
| Judith Roberts                | Taslitz                          |            | Recurrente |            | Invitada   |            |            | Invitada   |
| Lorraine Toussaint            | Yvonne "Vee" Parker              |            | Recurrente |            |            |            |            |            |
| Lori Petty                    | Lolly Whitehill                  |            | Invitada   | Recurrente | Recurrente |            | Recurrente | Recurrente |
| Olivia Luccardi               | Jennifer Digori                  |            | Invitada   |            | Recurrente | Recurrente |            |            |
| Alexander Wraith              | Vasily Reznikov                  |            | Invitado   | Invitado   |            |            | Recurrente | Invitado   |
| James McMenamin               | Charlie "Donuts" Coates          |            |            | Recurrente | Recurrente | Recurrente | Recurrente |            |
| Alan Aisenberg                | Baxter "Gerber" Bayley           |            |            | Recurrente | Recurrente | Recurrente |            |            |
| Emily Althaus                 | Maureen Kukudio                  |            |            | Recurrente | Recurrente | Recurrente |            |            |
| Blair Brown                   | Judy King                        |            |            | Recurrente | Recurrente | Recurrente |            | Recurrente |
| Michael Bryan French          | Jack Pearson                     |            |            | Recurrente | Recurrente | Recurrente |            | Recurrente |
| John Magaro                   | Vince Muccio                     |            |            | Recurrente | Recurrente | Recurrente |            | Recurrente |
| Jimmy Gary Jr.                | Félix Rikerson                   |            |            | Recurrente | Recurrente | Invitado   |            |            |
| Mike Birbiglia                | Danny Pearson                    |            |            | Recurrente | Recurrente |            |            |            |
| Ruby Rose                     | Stella Carlin                    |            |            | Recurrente | Invitada   |            |            |            |
| Danielle Herbert              | Jeanie "Babs" Babson             |            |            | Recurrente |            | Invitada   |            |            |
| Mary Steenburgen              | Delia Méndez-Powell              |            |            | Recurrente |            | Invitada   |            |            |
| Marsha Stephanie Blake        | Berdie Rogers                    |            |            | Recurrente |            |            |            |            |
| Beth Dover                    | Linda Ferguson                   |            |            | Invitada   | Recurrente | Recurrente | Recurrente | Recurrente |
| Karina Ortiz                  | Margarita                        |            |            | Invitada   | Invitada   | Recurrente | Invitada   | TBA        |
| Richard Masur                 | Bill Montgomery                  |            |            | Invitada   | Invitada   | Recurrente |            |            |
| Shannon Esper                 | Alana Dwight                     |            |            |            | Recurrente | Recurrente | Recurrente | Recurrente |
| Nick Dillenburg               | Ryder Blake                      |            |            |            | Recurrente | Recurrente | Recurrente | Recurrente |
| Mike Houston                  | Lee Dixon                        |            |            |            | Recurrente | Recurrente | Recurrente | Recurrente |
| Daniella De Jesús             | Irene "Zirconia" Cabrera         |            |            |            | Recurrente | Recurrente | Recurrente | Recurrente |
| Emily Tarver                  | Artesian McCullough              |            |            |            | Recurrente | Recurrente | Recurrente | Recurrente |
| Brad William Henke            | Desi Piscatella                  |            |            |            | Recurrente | Recurrente | Invitado   |            |
| Rosal Colon                   | Carmen "Ouija" Aziza             |            |            |            | Recurrente | Recurrente | Invitada   |            |
| Francesca Curran              | Helen "Skinhead Helen" Van Maele |            |            |            | Recurrente | Recurrente | Invitada   |            |
| Michael Torpey                | Thomas Humphrey                  |            |            |            | Recurrente | Recurrente |            |            |
| Asia Kate Dillon              | Brandy Epps                      |            |            |            | Recurrente | Recurrente |            |            |
| Evan Hall                     | B. Stratman                      |            |            |            | Recurrente | Recurrente |            |            |
| Kelly Kabarcz                 | Kasey Sankey                     |            |            |            | Recurrente | Recurrente |            | Invitada   |
| Miriam Morales                | Ramona "Pidge" Contreras         |            |            |            | Recurrente | Recurrente |            |            |
| Jolene Purdy                  | Stephanie Hapakuka               |            |            |            | Recurrente | Recurrente |            |            |
| Amanda Stephen                | Alison Abdullah                  |            |            |            | Recurrente | Recurrente |            | Invitada   |
| Arianda Fernández             | Michelle Carreras                |            |            |            | Recurrente | Recurrente |            |            |
| John Palladino                | Josh                             |            |            |            | Invitado   | Recurrente |            |            |
| Hunter Emery                  | Rick Hopper                      |            |            |            |            | Recurrente | Recurrente | Recurrente |
| Anita Keal                    | Elsie                            |            |            |            |            | Recurrente | Invitada   | TBA        |
| Gerrard Lobo                  | Adarsh                           |            |            |            |            | Recurrente |            |            |
| Gita Reddy                    | Nita Reddy                       |            |            |            |            | Recurrente |            |            |
| David Roberts                 | D. Davis                         |            |            |            |            | Recurrente |            |            |
| Jason Altman                  | Herrmann                         |            |            |            |            | Invitado   | Recurrente |            |
| Shawna Hamic                  | Virginia "Ginger" Copeland       |            |            |            |            |            | Recurrente | Recurrente |
| Nicholas Webber               | Álvarez                          |            |            |            |            |            | Recurrente | Recurrente |
| Josh Segarra                  | Stefanovic                       |            |            |            |            |            | Recurrente | Recurrente |
| Branden Wellington            | Jarod Young                      |            |            |            |            |            | Recurrente | Recurrente |
| Greg Vrotsos                  | Hellman                          |            |            |            |            |            | Recurrente | Recurrente |
| Vicci Martinez                | Dominga "Daddy" Duarte           |            |            |            |            |            | Recurrente | Recurrente |
| Amanda Fuller                 | Madison "Badison" Murphy         |            |            |            |            |            | Recurrente | Recurrente |
| Finnerty Steeves              | Beth Hoefler                     |            |            |            |            |            | Recurrente | Recurrente |
| Besanya Santiago              | Raquel "Creech" Munoz            |            |            |            |            |            | Recurrente | Recurrente |
| Christina Toth                | Annalisa Damiva                  |            |            |            |            |            | Recurrente | Recurrente |
| Phumzile Sitole               | Antoinetta "Akers" Kerson        |            |            |            |            |            | Recurrente | Recurrente |
| Alice Kremelberg              | Nicole Eckelcamp                 |            |            |            |            |            | Recurrente | Recurrente |
| Reema Sampat                  | Shruti Chambal                   |            |            |            |            |            | Recurrente | Recurrente |
| Sipiwe Moyo                   | Adeola Chinede                   |            |            |            |            |            | Recurrente | Recurrente |
| Dana Berger                   | Crystal Tawney                   |            |            |            |            |            | Recurrente | Recurrente |
| Henny Russell / Ashley Jordyn | Carol Denning                    |            |            |            |            |            | Recurrente |            |
| Mackenzie Phillips            | Barbara "Barb" Denning           |            |            |            |            |            | Recurrente |            |
| Anne Stone                    | Cathy                            |            |            |            |            |            | Recurrente | Recurrente |
| Alysia Joy Powell             | Wyndolyn Capers                  |            |            |            |            |            |            | Recurrente |
| Karina Arroyave               | Karla Córdoba                    |            |            |            |            |            |            | Recurrente |
| Marie-Lou Nahhas              | Shany Abboud                     |            |            |            |            |            |            | Recurrente |
| Melinna Bobadilla             | Santos Chaj                      |            |            |            |            |            |            | Recurrente |
| Alicia Witt                   | Zelda                            |            |            |            |            |            |            | Recurrente |

## Impacto y crítica
| Temporada | Temporada | Medio crítico      | Medio crítico    |
| Temporada | Temporada | Rotten Tomatoes    | Metacritic       |
| --------- | --------- | ------------------ | ---------------- |
|           | 1         | 94 % (47 críticas) | 79 (32 críticas) |
|           | 2         | 98 % (45 críticas) | 89 (31 críticas) |
|           | 3         | 95 % (58 críticas) | 83 (24 críticas) |
|           | 4         | 96 % (47 críticas) | 86 (19 críticas) |
|           | 5         | 73 % (41 críticas) | 67 (20 críticas) |
|           | 6         | 87 % (23 críticas) | 69 (14 críticas) |
|           | 7         | 97 % (32 críticas) | 82 (10 críticas) |

Orange Is the New Black ha recibido la aclamación de la crítica. Ha sido especialmente alabado por humanizar a las prisioneras  y por su descripción de la raza, la sexualidad, el género y los tipos de cuerpos.
La primera temporada recibió críticas positivas de los críticos. Metacritic, le dio un puntaje promedio ponderado de 79 sobre 100 basado en revisiones de 32 críticos, indicando revisiones favorables. En Rotten Tomatoes, la primera temporada tiene una calificación de aprobación del 94 % basada en 47 revisiones, con una calificación promedio de 8.24 de 10. El consenso crítico del sitio es "Orange Is the New Black es una combinación nítida de humor negro y peso dramático, con personajes interesantes y una estructura de flashback intrigante".
La segunda temporada también recibió la aclamación de la crítica. Rotten Tomatoes obtuvo una calificación de 98 %, con una calificación promedio de 9.17 de 10 basado en 45 calificaciones. El consenso crítico del sitio dice: "Con un elenco de talentos que da vida a una nueva ronda de drama en serie, la temporada de segundo año de Orange Is the New Black cumple con los estándares de su predecesor para la excelencia televisiva dirigida por mujeres". Metacritic dio la segunda sazonar un puntaje de 89 sobre 100 basado en 31 críticas, indicando "aclamación universal". David Wiegland del San Francisco Chronicle dio a la temporada una crítica positiva, llamando a los primeros seis episodios "no solo tan buenos como la primera temporada", pero podría decirse que es mejor".
La tercera temporada recibió la aclamación de la crítica. En Metacritic, tiene un puntaje de 83 sobre 100 basado en 24 críticas. En Rotten Tomatoes, tiene una calificación de 95 % con un puntaje promedio de 8.15 de 10 basado en 58 revisiones. El consenso crítico del sitio dice: "Gracias a su mezcla de potente comedia y rico trabajo de personajes, Orange is the New Black sigue siendo un placer agridulce en su tercera temporada".
La cuarta temporada recibió la aclamación de la crítica. En Metacritic, tiene un puntaje de 86 sobre 100 basado en 19 críticas. En Rotten Tomatoes, tiene una calificación del 96 % con un puntaje promedio de 8.46 sobre 10 basado en 47 críticas. El consenso crítico del sitio dice: "Orange es el New Black está de vuelta y mejor que nunca, con una potente cuarta temporada llena de actuaciones convincentes por parte del elenco". James Poniewozik de The New York Times revisó la cuarta temporada como "¿Mide la calidad de una temporada de televisión como un promedio de principio a fin o por qué tan bien termina? En el primer criterio, la temporada 4 es ambiciosa pero desigual, por este último, es la mejor serie".
La quinta temporada recibió "críticas generalmente favorables". En Metacritic, tiene un puntaje de 67 sobre 100 basado en 20 críticas. En Rotten Tomatoes, tiene un 73 % con un puntaje promedio de 7.19 sobre 10 basado en 41 críticas. El consenso crítico del sitio es que la nueva temporada de Orange Is the New Black ofrece más de la escritura nítida y los vertiginosos actos de malabarismo tonal que los fanáticos esperan, aunque con algo menos de éxito".
La sexta temporada recibió críticas positivas de los críticos, y muchos críticos señalaron su mejoría respecto a la temporada anterior. En Metacritic, tiene un puntaje de 69 de 100 basado en 14 críticas. En Rotten Tomatoes, tiene un 83 % con un puntaje promedio de 7.44 de 10 basado en 29 críticas. El consenso crítico del sitio es el siguiente: "La brutalidad y el humor continúan apareándose eficazmente en una temporada de Orange Is the New Black que se destaca como una mejora notable respecto de su predecesora, incluso si algunos arcos están más inspirados que otros".
La séptima temporada fue aclamada por la crítica. En Metacritic, tiene un puntaje de 82 de 100 basado en 10 críticas. En Rotten Tomatoes, tiene un 97 % con un puntaje promedio de 7.69 de 10 basado en 32 críticas. El consenso crítico del sitio es el siguiente: "Llevada adelante por su excepcional elenco, la última temporada de Orange Is The New Black va directo al grano, abordando temas duros y contundentes con la misma profundidad dramática y humor ahogante que hicieron a la serie tan revolucionaria en primer lugar".

### Comunidad hispana y difusión en Hispanoamérica
La serie cuenta con una importante cantidad de actrices hispanas, que encarnan personajes de presas pertenecientes a la comunidad hispana en Estados Unidos y que suelen hablar en español. Las principales actrices hispanas de la serie son Dascha Polanco, Jackie Cruz, Selenis Leyva y Elizabeth Rodríguez. Polanco, dominicana de nacimiento y criada en Brooklyn (Nueva York) y Miami, interpreta el papel de Dayanara Díaz, una dominicana que al igual que su madre en la ficción (Elizabeth Rodríguez) fue encarcelada por estar vinculada al narcotráfico. Leyva, cubana de nacimiento y criada en el Bronx (Nueva York) interpreta el papel de Gloria Mendoza, una reclusa que fue encarcelada por fraude y lidera el grupo Spanish Harlem dentro de la prisión. Elizabeth Rodríguez, es una neoyorquina hija de puertorriqueños, nacida y criada en el Bronx, que interpreta el papel de Aleida Díaz, que, al igual que su hija Dayanara, fue condenada por narcotráfico. Jackie Cruz, neoyorquina de nacimiento y de padres dominicanos, es también música e interpreta el papel de Marisol "Flaca" Gonzales.
Otras actrices hispanas recurrentes son la dominicana Laura Gómez (Blanca Flores) y Diane Guerrero (Maritza Ramos), de padres colombianos deportados de Estados Unidos cuando ella tenía 14 años.
Netflix recurrió también a conocidas actrices hispanoamericanas para promocionar la serie en Hispanoamérica, representando a reclusas de la prisión de Litchfield, interactuando con las protagonistas de la serie. En 2016, las dos actrices contratadas fueron la argentina Moria Casán, que en 2015 estuvo detenida varios meses en una cárcel paraguaya, y se refirió a esa experiencia en la promoción ("De nuevo en cana"), y la mexicana Itatí Cantoral, representando a Soraya Montenegro, el histórico personaje de villana que había encarnado en los años 90 en la exitosa telenovela María la del barrio.

## Premios y nominaciones
| Año  | Premio                                | Categoría                                                            | Candidata/o                                                         | Resultado |
| ---- | ------------------------------------- | -------------------------------------------------------------------- | ------------------------------------------------------------------- | --------- |
| 2013 | Key Art Awards                        | Mejor tráiler audiovisual                                            | Netflix Lions Gate Television Create-X                              | 3° Lugar  |
| 2013 | Premios Satellite                     | Mejor actriz de reparto en serie, miniserie o telefilme              | Laura Prepon                                                        | Ganadora  |
| 2013 | Premios Satellite                     | Mejor serie de televisión de comedia/musical                         | Mejor serie de televisión de comedia/musical                        | Ganadora  |
| 2013 | Premios Satellite                     | Mejor actriz en serie de comedia/musical                             | Taylor Schilling                                                    | Ganadora  |
| 2013 | Premios Satellite                     | Mejor elenco en serie                                                | Mejor elenco en serie                                               | Ganadores |
| 2013 | Premios Satellite                     | Mejor actriz de reparto en serie, miniserie o telefilme              | Uzo Aduba                                                           | Nominada  |
| 2014 | Globos de oro                         | Mejor actriz en serie drama                                          | Taylor Schilling                                                    | Nominada  |
| 2014 | Premios Emmy                          | Mejor serie de comedia                                               | Mejor serie de comedia                                              | Nominada  |
| 2014 | Premios Emmy                          | Mejor actriz - Serie de comedia                                      | Taylor Schilling                                                    | Nominada  |
| 2014 | Premios Emmy                          | Mejor actriz de reparto - Serie de comedia                           | Kate Mulgrew                                                        | Nominada  |
| 2014 | Premios Emmy                          | Mejor dirección - Serie de comedia                                   | Jodie Foster (Episodio: "Lesbian Request Denied")                   | Nominada  |
| 2014 | Premios Emmy                          | Mejor guion - Serie de comedia                                       | Liz Friedman (Episodio: "I Wasn't Ready")                           | Nominadas |
| 2014 | Premios Emmy                          | Mejor guion - Serie de comedia                                       | Jenji Kohan (Episodio: "I Wasn't Ready")                            |           |
| 2014 | Premios Emmy                          | Mejor actriz invitada - Serie de comedia                             | Laverne Cox                                                         | Nominada  |
| 2014 | Premios Emmy                          | Mejor actriz invitada - Serie de comedia                             | Natasha Lyonne                                                      | Nominada  |
| 2014 | Premios Emmy                          | Mejor actriz invitada - Serie de comedia                             | Uzo Aduba                                                           | Ganadora  |
| 2014 | AFI Awards                            | Programa de TV del año                                               | Programa de TV del año                                              | Ganadora  |
| 2014 | Critics Choice Television Awards      | Mejor serie de comedia                                               | Mejor serie de comedia                                              | Ganadora  |
| 2014 | Critics Choice Television Awards      | Mejor actriz de reparto en serie de comedia                          | Kate Mulgrew                                                        | Ganadora  |
| 2014 | Critics Choice Television Awards      | Mejor estrella invitada en serie de comedia                          | Uzo Aduba                                                           | Ganadora  |
| 2014 | Critics Choice Television Awards      | Mejor actriz de reparto en serie de comedia                          | Laverne Cox                                                         | Nominada  |
| 2014 | Premio Grammy                         | Mejor canción escrita para medio visual (Canción: "You've Got Time") | Regina Spektor                                                      | Nominada  |
| 2014 | Image Awards                          | Mejor guion en una serie de drama                                    | Sara Hess (Episodio: "Blood Donut")                                 | Nominada  |
| 2014 | People's Choice Awards                | Serie en línea favorita                                              | Serie en línea favorita                                             | Ganadora  |
| 2014 | Television Critics Association Awards | Programa del año                                                     | Programa del año                                                    | Nominada  |
| 2014 | Television Critics Association Awards | Nuevo programa                                                       | Nuevo programa                                                      | Nominada  |
| 2014 | Premios WGA                           | Guion en serie de comedia                                            | Guion en serie de comedia                                           | Nominada  |
| 2014 | Premios WGA                           | Nueva serie de comedia                                               | Nueva serie de comedia                                              | Nominada  |
| 2014 | Premios WGA                           | Guion en episodio de comedia                                         | Sian Heder (Episodio:"Lesbian Request Denied"                       | Nominada  |
| 2014 | Premios WGA                           | Guion en episodio de comedia                                         | Liz Friedman Jenji Kohan (Episodio:Pilot)                           | Nominadas |
| 2014 | Young Hollywood Awards                | Bingeworthy TV Show                                                  | Bingeworthy TV Show                                                 | Nominada  |
| 2014 | Young Hollywood Awards                | Best Cast Chemistry - TV                                             | Best Cast Chemistry - TV                                            | Nominada  |
| 2015 | Globos de Oro                         | Mejor serie - Comedia o musical                                      | Mejor serie - Comedia o musical                                     | Nominada  |
| 2015 | Globos de Oro                         | Mejor actriz de serie de televisión - Comedia o musical              | Taylor Schilling                                                    | Nominada  |
| 2015 | Globos de Oro                         | Mejor actriz de reparto de serie, miniserie o telefilme              | Uzo Aduba                                                           | Nominada  |
| 2015 | Premios del Sindicato de Actores      | Mejor reparto de televisión - Comedia                                | Todo el reparto                                                     | Ganadores |
| 2015 | Premios del Sindicato de Actores      | Mejor actriz de televisión - Comedia                                 | Uzo Aduba                                                           | Ganadora  |
| 2015 | AFI Awards                            | Programa de televisión del año                                       | Programa de televisión del año                                      | Ganadora  |
| 2016 | Globos de Oro                         | Mejor serie - Comedia o musical                                      | Mejor serie - Comedia o musical                                     | Nominada  |
| 2016 | Globos de Oro                         | Mejor actriz de reparto de serie, miniserie o telefilme              | Uzo Aduba                                                           | Nominada  |
| 2016 | Premios del Sindicato de Actores      | Mejor reparto de televisión - Comedia                                | Todo el reparto                                                     | Ganadores |
| 2016 | Premios del Sindicato de Actores      | Mejor actriz de televisión - Comedia                                 | Uzo Aduba                                                           | Ganadora  |
| 2016 | Editores de Cine de Estados Unidos    | Mejor Edición de Longform (miniserie o película) para la televisión  | Mejor Edición de Longform (miniserie o película) para la televisión | Ganador   |